# Czerwiec 2010

## 30 czerwca
- Arcybiskup Celestino Migliore został nowym nuncjuszem apostolskim w Polsce. (wiadomosci.gazeta.pl)
- Benigno Aquino III objął stanowisko prezydenta Filipin. (BBC News)
- Na Giełdzie Papierów Wartościowych w Warszawie zadebiutował holding Tauron Polska Energia, który jest drugim pod względem wielkości producentem energii elektrycznej w Polsce i kontroluje wydobycie 20% polskich zasobów węgla kamiennego. (wnp.pl)
- Zgromadzenie Federalne wybrało Christiana Wulffa na stanowisko prezydenta Niemiec. (fakty.interia.pl)

## 29 czerwca
- Sieć dyskontów spożywczych Biedronka została jednym z głównych sponsorów reprezentacji piłkarskiej Polski. (wnp.pl)
- W Grecji rozpoczął się strajk generalny zorganizowany przez związki zawodowe sektora prywatnego i publicznego, przeciwne rządowym planom podniesienia wieku emerytalnego i zmniejszenia kosztów, ponoszonych przez firmy, które zwalniają pracowników. (wiadomosci.gazeta.pl)
- Węgierskie Zgromadzenie Narodowe wybrało Pála Schmitta na urząd prezydenta.

## 28 czerwca
- Czeski prezydent Václav Klaus desygnował na stanowisko premiera Petra Nečasa, przewodniczącego prawicowej Obywatelskiej Partii Demokratycznej.  (Fakty Interia.pl)
- Kraft Foods sprzedał polską firmę E. Wedel japońskiemu koncernowi Lotte. (wprost.pl)
- Na terenie Federacji Rosyjskiej rozpoczęły się wielkie manewry wojskowe Wostok 2010. (rp.pl)
- Pierre Nkurunziza został ponownie wybrany prezydentem Burundi. (Reuters)

## 27 czerwca
- W Gwinei odbyły się wybory prezydenckie, uważane za pierwsze demokratyczne głosowanie w historii tego kraju. (BBC News)
- W Kirgistanie przeprowadzone zostało referendum konstytucyjne. (BBC News)

## 26 czerwca
- Zmarł Algirdas Brazauskas, były prezydent Litwy. (newsweek.pl)

## 24 czerwca2010
- Julia Gillard jako pierwsza kobieta w historii objęła urząd premiera Australii. (PAP)
- Sąd Okręgowy w Tarnobrzegu wydał wyrok w sprawie afery mieleckiej, która doprowadziła do upadku największych polskich zakładów lotniczych WSK PZL Mielec oraz ostatecznego zniszczenia programu budowy polskiego samolotu szkolno-bojowego PZL I-22 Iryda. (altair.com.pl)

## 23 czerwca2010
- Prezydent USA Barack Obama zwolnił ze stanowiska za niesubordynację dowódcę wojsk USA i NATO w Afganistanie gen. Stanleya McChrystala. Jego następcą mianował gen.Davida Petraeusa. (onet.pl)

## 22 czerwca2010
- Fiński parlament zatwierdził 41-letnią Mari Kiviniemi na stanowisku premiera tego kraju. (yle.fi)

## 20 czerwca2010
- Bronisław Komorowski i Jarosław Kaczyński przeszli do drugiej tury wyborów prezydenckich w Polsce. (pkw.gov.pl)
- Juan Manuel Santos zwyciężył w drugiej turze wyborów prezydenckich w Kolumbii. (BBC News)

## 18 czerwca2010
- W wieku 87 lat zmarł José Saramago, portugalski pisarz laureat literackiej nagrody Nobla z 1998 roku. (rp.pl)

## 17 czerwca2010
- W wieku 72 lat zmarła Elżbieta Czyżewska, polska aktorka. (Gazeta.pl)

## 13 czerwca2010
- Zespół Audi nr 9 w składzie Mike Rokenfeller, Timo Bernhard i Romain Dumas wygrał wyścig Le Mans 24 godziny (lemans.org)

## 12 czerwca2010
- Socjaldemokratyczna partia Kierunek – Socjalna Demokracja zwyciężyła w wyborach parlamentarnych na Słowacji. (psz.pl)
- W Kirgistanie doszło do kirgisko-uzbeckich zamieszek, w których zginęło ponad 110 osób. (Reuters)

## 11 czerwca2010
W Republice Południowej Afryki rozpoczęły się 19. Mistrzostwa Świata w piłce nożnej. (sport.pl)

## 10 czerwca2010
- Marek Belka został wybrany przez Sejm RP na urząd Prezesa Narodowego Banku Polskiego. (money.pl)
- Irena Lipowicz została wybrana przez Sejm RP na urząd Rzecznika Praw Obywatelskich. (TVN24)

## 9 czerwca2010
- W katastrofie autobusowej w indyjskim stanie Jharkhand zginęło 21 osób, a dwadzieścia odniosło obrażenia gdy pojazd, którym jechali, uderzył w drzewo.
- W wyborach parlamentarnych w Holandii zwyciężyła Partia Ludowa na rzecz Wolności i Demokracji (VVD) na czele z Markiem Rutte. (rp.pl)
- Benigno Aquino został ogłoszony prezydentem elektem Filipin po zatwierdzeniu przez parlament wygranych wyborów. (BBC)

## 6 czerwca2010
- W Słowenii odbyło się referendum na temat międzynarodowego arbitrażu w sporze granicznym z Chorwacją. (BBC News)
- Podczas Europejskiego Festiwalu Lekkoatletycznego w Bydgoszczy Anita Włodarczyk poprawiła (wynikiem 78,30 m) własny rekord świata w rzucie młotem.  (wiadomosci.gazeta.pl)
- Jerzy Popiełuszko został ogłoszony błogosławionym (PAP).

## 4 czerwca2010
- Naoto Kan został mianowany premierem Japonii (tvn24) ( Wikinews)

## 1 czerwca2010
- Opublikowano stenogramy z ostatnich rozmów załogi polskiego Tu-154 przed katastrofą. (Ministerstwo Spraw Wewnętrznych i Administracji)

- Zaginiony obraz Wojciecha Gersona Odpoczynek w szałasie tatrzańskim trafił do zbiorów Zamku Królewskiego w Warszawie. (Polskie radio)